# Whist

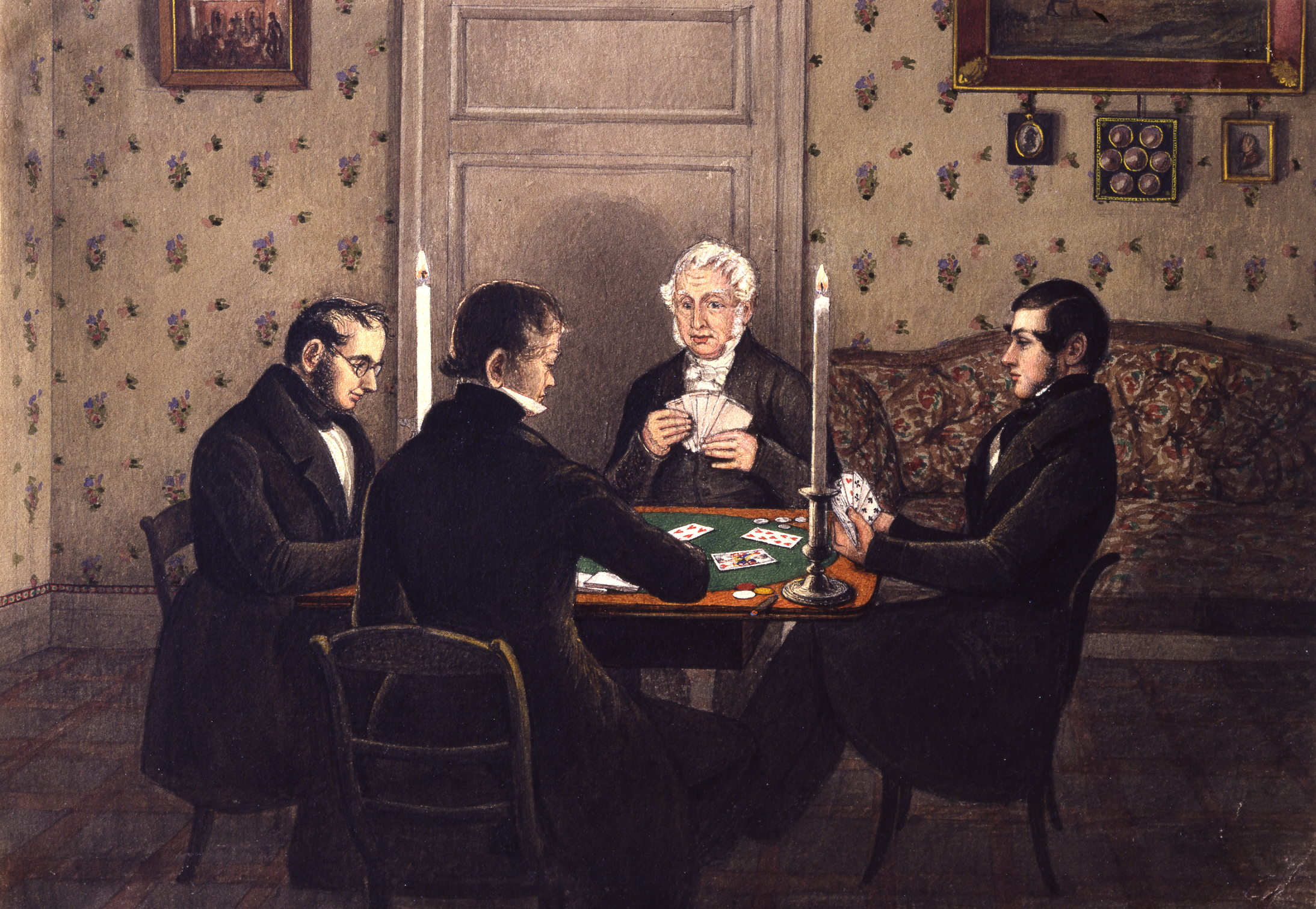
Hráči whistu

Whist je zdvihová karetní hra pro čtyři hráče, která se hraje s jedním balíčkem francouzských hracích karet. Vznikla ze starší hry Ruff and Honours (dnes již mrtvé) a hrála se zejména v 18. a 19. století. V 19. století byla ustanovena přesná pravidla, vznikla herní etiketa a základní techniky. Whist se stal nejpopulárnější karetní hrou, kterou zůstal až do začátku 20. století, kdy toto místo zaujal bridž, který se z whistu vyvinul. Dnes je whist na ústupu, nicméně stále se hraje například ve Velké Británii. V průběhu času také v různých místech světa vznikly různé varianty whistu, v některých z nich před sehrávkou probíhá licitace (podobně jako v bridži nebo mariáši), v níž se jednotlivé strany zavazují uhrát určitý počet zdvihů, a podle toho, zda závazek splní, nebo ne, získávají nebo ztrácejí body.
Přestože pravidla whistu jsou jednoduchá, zvládnutí whistu je obtížné a vyžaduje zkušenosti.

## Pravidla
Whist hrají čtyři hráči ve dvou dvojicích. Na začátku se rozlosuje (snímáním karet), kdo bude hrát s kým, přičemž partneři sedí proti sobě. Hraje se s jedním balíčkem 52 francouzských hracích karet (hodnoty od nejnižší po nejvyšší 2–10, J, Q, K, A) bez žolíků.

### Míchání a rozdávání
V prvním kole rozdává vylosovaný hráč. Rozdávající rozdá všem hráčům všechny karty (po jedné), takže každý má na ruce 13 karet. Pravidla whistu přísně zakazují jakkoli komentovat obdržené karty nebo dávat jakýkoli signál partnerovi. Poslední karta, kterou obdrží rozdávající, se otočí lícem nahoru a její barva bude v tomto kole trumfová. Tato karta zůstane lícem nahoru až do chvíle, kdy rozdávající zahraje kartu v prvním zdvihu.

### Sehrávka
První vynáší hráč po levici rozdávajícího. Jako první kartu zdvihu může vynést libovolnou kartu. Další hráči po směru hodinových ručiček zahrají vždy jednu kartu do zdvihu. Má-li hráč kartu stejné barvy jako první karta zdvihu, musí ji vynést („přiznat barvu“). Jinak může vynést libovolnou kartu (na rozdíl od některých jiných zdvihových her nemusí vynést trumf). Zdvih získá hráč, který vynesl nejvyšší trumf. Není-li ve zdvihu trumf, získá ho hráč, který vynesl nejvyšší kartu v barvě první karty. V dalším zdvihu jako první vynáší hráč, který získal předchozí zdvih. Získané zdvihy hráč pokládá před sebe lícem dolů. Každý hráč si smí prohlížet všechny karty ve zdvihu až do zahrání první karty dalšího zdvihu, ale po jejím zahrání si už nikdo nesmí prohlížet předchozí získané zdvihy. Takto se pokračuje až do odehrání všech 13 zdvihů.

### Bodování
Po skončení kola strana, která získala více zdvihů, obdrží tolik bodů, o kolik více zdvihů než šest získala. Při hře zkušených hráčů se jen výjimečně stává, že vítězná strana získá v jednom kole více než dva body. Hra pokračuje dalším kolem. V něm rozdává hráč po levici hráče, který rozdával v předchozím kole. Hraje se do chvíle, kdy některá strana získá pět bodů. Toto číslo se při rekreačním hraní často mění, například oblíbená je americká varianta, při níž se hraje do sedmi bodů, nebo „dlouhá“, hraná do devíti bodů.
V delších variantách hry se často na konci kola počítají body za „honéry“. Tyto body se neudělují za získané zdvihy, ale za karty obdržené při rozdání, takže závisejí pouze na štěstí. Strana, která při rozdání dostala čtyři nejvyšší karty (A, K, Q, J) v trumfové barvě, obdrží čtyři body. Strana, která dostala tři z těchto karet, obdrží dva body. Body za honéry se počítají až po bodech za zdvihy a nemohou být posledními body k vítězství. Například hraje-li se do devíti bodů, některá strana má šest bodů, v dalším kole uhrála sedm zdvihů a má honéry, získá jeden bod za zdvihy a jen jeden bod za honéry, aby nezískala vítězný počet bodů za honéry. Seriózní hráči body za honéry nepočítají, protože tyto body ve hře značně zvyšují prvek náhody.

## Základní taktika
- Jako první kartu prvního zdvihu je výhodné vynést kartu v barvě, kterou má hráč nejsilnější (obvykle ta, v níž má nejvíce karet). Vyplatí se také vynést plonkovou kartu (tu, kterou má hráč jako jedinou v její barvě), protože pak bude hráč moci zdvihy v této barvě brát trumfy, zatímco partner bude přihazovat karty v této barvě.
- Na prvním místě je obvyklé zahrát krále z postupky honérů, která ho obsahuje, včetně A–K (zahrání esa znamená, že hráč nemá krále).
- Na druhém místě se obvykle hraje nízká karta, zvláště má-li hráč jediný honér. Často je však korektní rozdělit honéry (zahrát nižší ze dvou honérů jdoucích za sebou), zahrát kluka nebo desítku, má-li hráč dámu, nebo zahrát dámu, má-li eso.
- Na třetím místě se obvykle hraje vysoká karta, ale z honérů jdoucích za sebou se hraje ten nejnižší.
- Shazují se obvykle karty v barvě, kterou má hráč slabou. Když se však soupeři snaží tahat trumfy, je dobré shodit nízkou kartu v nejsilnější barvě, čímž se dá signál partnerovi.